# 美國海軍作戰測試與評估部隊
作戰測試與評估部隊（英語：Operational Test and Evaluation Force，COTF）是負責以獨立和客觀的方式進行作戰測試與評估，以協助海軍系統和美國國防部的採購計劃。研究範疇包含水面作戰、水底作戰、航空作戰、C4I與太空戰、遠征與濱海作戰。
前身是美國大西洋艦隊複合特遣部隊（Composite Task Force, U.S. Atlantic Fleet），負責製定戰術並研究對抗日本神風特攻隊的裝備。第二次世界大戰結束後，複合特遣部隊與其他從事開發工作的艦隊部隊合併，並於1947年12月重新指定成為作戰發展部隊（Operational Development Force），1959年5月更名為作戰測試與評估部隊。